# Heidi Blomstedt
Heidi Kristina Blomstedt, född Sibelius 20 juni 1911 i Träskända, död 3 januari 1982 i Helsingfors, var en finländsk formgivare.
Heidi Blomstedt var den yngsta av Jean och Aino Sibelius sex döttrar och växte upp på Ainola i Träskända, där hon först undervisades hemma av sin mor, och i skola i Helsingfors från 1924. Hon studerade därefter till keramiker på konsthantverksskolan i Ateneum i Helsingfors. Hon utexaminerades 1932. Hon arbetade främst som frilansande formgivare och var under kortare perioder också anställd på Arabia och 1950 på Uppsala Ekeby. Hon gjorde bland annat produkter för Kumela glasbruk. 
Hon gifte sig 1932 med arkitekten Aulis Blomstedt (1906–1979). Paret hade fyra söner: målaren Juhana Blomstedt (1937–2010), arkitekten Petri Blomstedt (1941–1997), filmregissören Anssi Blomstedt (född 1945) och arkitekten Severi Blomstedt (född 1946).